# The Prince and Me 3: A Royal Honeymoon
The Prince and Me 3: A Royal Honeymoon (The Prince and Me 3: Holiday Honeymoon nombre para televisión), (El príncipe y yo 3: luna de miel real en España y El príncipe y yo 3: la luna de miel en Hispanoamérica), es una película estadounidense de 2008, dirigida por Catherine Cyran, la cual fue lanzada directo a video.

## Argumento
El recién coronado rey de Dinamarca, Edvard (Chris Geere), y su esposa y reina, la Dra. Paige Morgan (Kam Heskin), encuentran tiempo para volar a Belavia para su luna de miel secreta. ¿Qué mejor manera de pasar las vacaciones de Navidad que en una estación de esquí fabulosa?. Pero a medida que visitan la belleza natural de Belavia, Eddie y Paige descubre que el malvado primer ministro de Polonia ha dado la orden de arrasar los bosques preciosos para la extracción de petróleo. Entonces, aparece el exnovio de Paige, Scott. Eddie inmediatamente se pone celoso, por otra parte sospecha de Scott. Paige y Eddie deben hacer todo lo posible para salvar el bosque, incluso si esto significa dejar de lado su luna de miel.

## Elenco
- Kam Heskin es Reina Paige Morgan.
- Chris Geere es Rey Edvard.
- Adam Croasdell es Scott.
- Todd Jensen es John Polonius.
- Jonathan Firth es Soren.
- Joshua Rubin es Oliver.
- Valentin Ganev es Príncipe Georgiev.
- Kitodar Todorov
- Shelly Varod es Reportera.
- Branco Vukovic es Reportero alemán.